# زیکیکی ۳۹۵۱
سیارک ۳۹۵۱ (به انگلیسی: 3951 Zichichi، نامگذاری:1986CK1) سه هزار و نهصد و پنجاه و یکمین سیارک کشف شده‌است که در ۱۳ فوریه ۱۹۸۶ کشف شد.
قدر مطلق سیارک برابر ۱۲٫۸۰ است.